# Spoorlijn Fallersleben - Werkbahnhof VW Wolfsburg
De spoorlijn Fallersleben - Werkbahnhof VW Wolfsburg is een Duitse spoorlijn in Nedersaksen en is als spoorlijn 1955 onder beheer van DB Netze.

## Geschiedenis
Het traject werd door de Deutsche Reichsbahn geopend in 1938.  

## Treindiensten
De lijn is alleen in gebruik voor goederenvervoer van en naar de fabriek van Volkswagen.

## Aansluitingen
In de volgende plaatsen is of was er een aansluiting op de volgende spoorlijnen:
Fallersleben
DB 1953, spoorlijn tussen Braunschweig-Gliesmarode en Fallersleben
DB 1956, spoorlijn tussen Weddel en Fallersleben
DB 6107, spoorlijn tussen Berlijn en Lehrte
DB 6399, spoorlijn tussen Oebisfelde en Fallersleben

## Elektrificatie
Het traject werd geëlektrificeerd met een wisselspanning van 15.000 volt 16⅔ Hz.